# Гай Семпроний Тудитан (консул)
Гай Семпро́ний Тудита́н (лат. Gaius Sempronius Tuditanus; родился около 172 года до н. э. — умер после 128 года до н. э.) — римский военачальник, политический деятель и писатель из плебейского рода Семпрониев, консул 129 года до н. э. Воевал в Иллирии, написал исторический труд «О начальствующих лицах», от которого сохранились только малочисленные фрагменты.

## Происхождение
Гай Семпроний принадлежал к плебейскому роду, который впервые упоминается в источниках в связи с событиями 304 года до н. э. Благодаря Триумфальным фастам известно, что отец и дядя Гая носили тот же преномен. Отец был одним из децемвиров, занимавшихся устройством греческих дел после Ахейской войны в 146 году до н. э.; дедом, возможно, являлся претор 197 года до н. э.

## Биография
Учитывая дату консулата и требования закона Виллия, Гай Семпроний должен был родиться около 172 года до н. э. В 146 году до н. э. он участвовал в качестве военного трибуна в войне с Ахейским союзом в Греции, а годом позже занимал должность квестора. Согласно Цицерону, Тудитан «очень легко получал курульные должности в возрасте, установленном законом»; исходя из этих слов, антиковеды датируют курульный эдилитет Гая 135 годом до н. э. Претуру Тудитан получил в 132 году до н. э.
В 129 году до н. э. Гай стал консулом и получил в качестве провинции Италию (его коллега Маний Аквилий уехал в Азию). В это время в Риме обострилась политическая борьба, связанная с аграрной реформой братьев Гракхов. Специальная комиссия, занимавшаяся аграрным переделом, начала отбирать излишки общественных земель у союзников, и многочисленные жалобы италийских землевладельцев начали поступать в сенат. Враги реформы использовали это, чтобы урезать полномочия комиссии: последняя уже не могла разбирать спорные вопросы, которые поступали на рассмотрение консулам. Но Тудитан не хотел в этом участвовать: под предлогом войны он отправился в Иллирию. Там он воевал с племенем яподов. Сначала римляне потерпели поражение, но позже благодаря легату Дециму Юнию Бруту Каллаику была одержана победа. В 128 году до н. э. Гай Семпроний отпраздновал триумф.
После этих событий Тудитан не упоминается в источниках. Его военные успехи упоминаются в сатирах Луцилия.

## Интеллектуальные занятия
Марк Туллий Цицерон упоминает Тудитана в своём перечне римских ораторов в трактате «Брут». По его словам, Гай, «известный своим утонченным образом жизни и образованностью, славился также и изяществом речи». Другие античные авторы упоминают и цитируют написанный Тудитаном исторический труд «О начальствующих лицах», состоявший из как минимум тринадцати книг. Цитаты касаются, в частности, происхождения аборигинов, истории римского календаря, полномочий преторов, биографии Марка Атилия Регула.

## Потомки
У Гая Семпрония была дочь, жена Луция Гортензия и мать Квинта Гортензия Гортала — консула 69 года до н. э., выдающегося оратора. Антиковед Фридрих Мюнцер предположил, что внучкой Тудитана через гипотетического сына была жена Марка Фульвия Бамбалиона, мать Фульвии — супруги Публия Клодия Пульхра, Гая Скрибония Куриона-младшего и Марка Антония.